# ゴードンステークス
ゴードンステークス（Gordon Stakes）は、グッドウッド競馬場で毎年7月下旬または8月上旬頃に行われる3歳馬の競走である。

## 概要
この競走は1902年に創設され、グッドウッド競馬場の所有者であるリッチモンド公爵が保有するゴードン公爵位に因んで名付けられた。1903年に出走できるのは3歳馬のみと限定された。
セントレジャーステークスの前哨戦として機能し、プリンスパラタインを始めとする9頭ものセントレジャーステークス優勝馬を輩出した。直近では2008年のコンデュイットが両競走を制している。
現在では5日間にわたって開催されるグロリアスグッドウッド開催の3日目に施行されている。
なお、1890年代には本競走と同名の1マイル2ハロンの競走が7月下旬または8月上旬に行われていた。

## 歴代優勝馬(2000年以降)
- 2000  Millenary
- 2001  Alexius
- 2002  Bandari
- 2003  Phoenix Reach
- 2004  Maraahel
- 2005  The Geezer
- 2006  Sixties Icon
- 2007  Yellowstone
- 2008  Conduit
- 2009  Harbinger
- 2010  Rebel Soldier
- 2011  Namibian
- 2012  Noble Mission
- 2013  Cap O'Rushes
- 2014  Snow Sky
- 2015  Highland Reel
- 2016  Ulysses
- 2017  Crystal Ocean
- 2018  Cross Counter
- 2019  Nayef Road
- 2020  Mogul
- 2021  Ottoman Emperor
- 2022  New London
- 2023  Desert Hero
- 2024  Jan Brueghel
- 2025  Merchant